# نواک تومیچ
نواک تومیچ (انگلیسی: Novak Tomić؛ ۷ ژانویه ۱۹۳۶ – ۲۳ ژوئیهٔ ۲۰۰۳) بازیکن فوتبال اهل یوگسلاوی بود.
از باشگاه‌هایی که در آن بازی کرده‌است می‌توان به باشگاه فوتبال هایدوک اسپلیت و باشگاه فوتبال ستاره سرخ بلگراد اشاره کرد.
وی همچنین در تیم ملی فوتبال یوگسلاوی بازی کرده‌است.